# Scout del Villaggio
Gli Scout del Villaggio (in lingua thai: ลูกเสือชาวบ้าน, trascrizione RTGS: Luk Suea Chaoban, letteralmente: Tigrotti del Villaggio), conosciuti anche come Corpi Volontari di Difesa, sono un gruppo paramilitare di estrema destra di ispirazione nazionalista, buddhista e monarchica formato da volontari delle zone rurali della Thailandia.. È finanziato dal Ministero dell'Interno ed è controllato dalla Polizia di Pattugliamento di Frontiera, un'organizzazione paramilitare antiguerriglia affiliata alla Reale Polizia Thailandese, creata negli anni cinquanta con l'assistenza della CIA statunitense.

## Storia

### Fondazione
Gli Scout del Villaggio sono il più vecchio tra i gruppi paramilitari thailandesi oggi in attività: fu creato nel 1954 dalla Polizia di Pattugliamento di Frontiera a supporto delle proprie attività nei villaggi ai confini con il Laos e la Cambogia. Erano composti principalmente da piccoli proprietari terrieri ed erano solitamente organizzati in cellule agli ordini di locali politici di destra. Nei primi anni, i suoi membri si limitarono ad aiutare le autorità a prevenire le infiltrazioni dei comunisti dai Paesi vicini, a mantenere l'ordine pubblico e a collaborare quando si verificavano delle catastrofi. In particolare erano incaricati di avvisare le autorità quando estranei arrivavano nei villaggi.
Si diffusero rapidamente, è stato calcolato che pochi anni dopo la fondazione erano 5 milioni i thailandesi che avevano completato i 5 giorni di addestramento richiesti per diventare scout. Finanziati dal Ministero dell'Interno con il contributo di ricchi monarchici, il loro maggior protettore è stato il re Bhumibol Adulyadej. Sia il sovrano che altri membri della famiglia reale hanno spesso visitato le unità degli Scout del Villaggio per benedire le loro bandiere. Tra il 1971 ed il 1985, furono circa 10 milioni i thai che si sottoposero al rito di iniziazione degli scout.

### Ristrutturazione degli anni settanta
Nel 1974 furono riformati dal Comando Operazioni per la Sicurezza Interna, un'unità antiguerriglia dell'esercito creata per combattere i comunisti, e iniziarono ad operare anche nelle aree urbane, dove furono impiegati per fronteggiare gli attivisti di sinistra.

#### Premesse
Dal 1960 il sudest asiatico era devastato dalla guerra del Vietnam; gli accordi di pace di Parigi del gennaio 1973 comportarono il ritiro delle forze armate statunitensi dalla regione ed il progressivo rafforzamento dei ribelli comunisti di Vietnam, Laos e Cambogia, che avrebbero trionfato dopo la caduta di Saigon dell'aprile del 1975. Le forze armate thailandesi avevano appoggiato gli Stati Uniti e seguivano con preoccupazione l'evoluzione del conflitto ed i risvolti che aveva nel Paese. Molti temettero che la caduta dei regimi conservatori dei Paesi vicini avrebbe portato i comunisti a cercare di conquistare il potere in Thailandia e che gli attivisti di sinistra si stessero preparando a tale scopo.
Tali timori si erano accentuati nell'ottobre del 1973, quando tre giorni di imponenti manifestazioni studentesche avevano costretto il dittatore Thanom Kittikachorn a rassegnare le dimissioni da primo ministro e a rifugiarsi in esilio a Singapore. Il suo posto era stato preso dal giurista Sanya Dharmasakti, posto a capo di un governo civile da re Rama IX, che aveva appoggiato la sollevazione. Per la prima volta dal colpo di Stato del 1947, gli alti gradi dell'esercito rimasero ai margini della formazione governativa del Paese. I militari risposero cominciando a pianificare un colpo di Stato e addestrando nuovi gruppi paramilitari di controguerriglia anticomunista. Riformarono gli scout del Villaggio e crearono vari movimenti, tra cui i più importanti furono Nawaphon (Forza Nuova) e Krating Daeng (Gaur Rossi). Lo scrittore marxista anglo-thailandese Giles Ji Ungpakorn ha paragonato queste milizie allo squadrismo che si diffuse in Europa negli anni trenta.

#### Attività
Gli Scout del Villaggio ebbero un ruolo importante nella sconfitta del movimento studentesco che aveva trionfato nel 1973. Si distinsero in quegli anni manipolando i risultati delle elezioni e organizzando dimostrazioni anticomuniste per difendere i valori della nazione, della religione e della monarchia. Venivano chiamati via radio e confluivano nei luoghi dove si tenevano le principali dimostrazioni delle sinistre, dove provocavano scontri con i manifestanti. Il 6 ottobre 1976, furono tra i protagonisti del massacro dell'Università Thammasat, nel quale persero la vita diverse decine di attivisti di sinistra.
Tale evento segnò la definitiva sconfitta del movimento studentesco e il ritorno della dittatura militare nel Paese. Lo stesso giorno del massacro si insediò una giunta che sciolse il parlamento, revocò la costituzione e, due giorni dopo, il re nominò primo ministro il membro del Nawaphon Thanin Kraivichien. Malgrado fosse un civile, il suo governo era controllato dai militari della giunta ed instaurò una delle più feroci repressioni mai viste nel Paese. Durò fino all'ottobre del 1977, quando la stessa giunta compì un nuovo colpo di Stato e affidò il governo a un militare più moderato di Thanin. Con la sconfitta del movimento studentesco ed il controllo dell'attività anticomunista direttamente nelle mani del governo, gli scout rimasero nell'ombra per diversi anni.

### Ritorno all'attività negli anni 2000
Negli anni ottanta e novanta, dopo che lo Stato aveva represso il comunismo, il numero degli scout diminuì sensibilmente ed i membri rimasti si concentrarono sempre più nelle aree urbane. Il gruppo riemerse all'inizio del XXI secolo per combattere l'insurrezione nella Thailandia del Sud dei separatisti musulmani. In questo ambito, sono normalmente ai comandi del governatori provinciali e dei capi-distretto, ed il loro compito consiste principalmente nella protezione delle infrastrutture e degli ufficiali del Ministero dell'Interno. Su richiesta dell'esercito, vengono impiegati anche per azioni militari sotto il controllo dello stesso esercito. È stato calcolato che nel 2011 gli effettivi degli Scout del Villaggio fossero circa 20.000.